# Lazarus A.D.
Lazarus A.D., från början "Lazarus", är ett thrash metal-band från Kenosha, Wisconsin, USA. "A.D." lades till för att undvika bråk med folkmusik-bandet Lazarus, efter att bandet signat med Metal Blade Records.
År 2006 blev Lazarus A.D. valda som förband till Anthrax. 2007 släppte de på egen hand sitt debutalbum, The Onslaught. Skivan skickades runt till diverse metal-skivbolag, men lyckades inte generera något kontrakt. Senare hamnade låten Last Breath från debutalbumet på ett samlingsalbum utgivet av Earache Records. Albumet blev hyllat i underground-världen, och drog åt sig uppmärksamhet från Metal Blade Records. Bandet fick ett kontrakt med Metal Blade och återutgav The Onslaught år 2009. Albumet har därefter fått ett gott mottagande av media.

## Turnéer
I april 2009 inledde Lazarus A.D. en turné tillsammans med Amon Amarth och Goatwhore. I maj och juni samma år turnerade de med Testament och Unearth, och därefter med Bison B.C., Woe Of Tyrants och Barnburner. Efter det tog de en paus från turnerandet på ett knappt halvår, för att sedan dela scen med Ensiferum och Hypocrisy under Tour From Afar i Nordamerika. Den avslutades i början av december, och för närvarande befinner de sig inte på turné. Nästa inplanerade turné kommer äga rum i mars 2010, då de kommer dela scen med bland annat Kreator och Kataklysm.

## Diskografi
- The Onslaught (2009)

1. "Last Breath" – 4:39
2. "Thou Shall Not Fear" – 4:36
3. "Damnation For The Weak" – 4:22
4. "Absolute Power" – 4:26
5. "Revolution" – 5:04
6. "Rebirth" – 4:05
7. "Lust" – 4:34
8. "Forged In Blood" – 3:51
9. "Every Word Unheard" – 3:34
10. "Who I Really Am" – 4:04

Bandet har gjort musikvideor till "Thou Shall Not Fear", "Revolution" och "Absolute Power".
- Black Rivers Flow (2011)